# Grandrupt
Grandrupt é uma comuna francesa na região administrativa de Grande Leste, no departamento de Vosges. Estende-se por uma área de 6,34 km². Em 2010 a comuna tinha 79 habitantes (densidade: 12,5 hab./km²).